# Irène (film, 2009)
Pour les articles homonymes, voir Irène.
Pour plus de détails, voir Fiche technique et Distribution.
Irène est un film français réalisé par Alain Cavalier et sorti en 2009.

## Synopsis
Alain Cavalier lui-même, en relisant ses journaux intimes de 1970, 1971 et 1972, se rappelle son épouse Irène Tunc, morte accidentellement en 1972.

## Fiche technique
- Photographie : Alain Cavalier
- Production : Michel Seydoux et Fabienne Vonier
- Société de distribution : Pyramide
- Langue : français
- Durée : 85 minutes

## Distribution
- Alain Cavalier : lui-même